# العمل التشادي للوحدة والاشتراكية
العمل التشادي للوحدة والاشتراكية (بالفرنسية: Action Tchadienne pour l'unité et le socialisme) هو حزب شيوعي في تشاد بقيادة فيديل مونغار. تأسس الحزب عام 1981.
تم اختيار مونغار كرئيس للوزراء في أبريل 1993 من قبل المؤتمر الوطني السيادي، لكنه خسر في وقت لاحق تصويت أكتوبر 1993 بحجب الثقة واستقال.   انضم الحزب إلى تحالف تنسيق الحركات المسلحة والأحزاب السياسية المعارضة المكون من 13 عضوًا في ديسمبر 1999.  
وفي الانتخابات النيابية التي جرت في 21 أبريل 2002، فاز الحزب بمقعد واحد من أصل 155 مقعدًا.   وانضم نديربي كيمناد، نائبه الوحيد في الجمعية الوطنية، إلى المجموعة البرلمانية الفيدرالية، التي تتكون أساسًا من حزب الاتحاد، العمل من أجل الجمهورية. 
هناك فصيل منشق عن الحزب بقيادة لي-نجارديغال.